# 리눅스원
리눅스원은 대한민국의 벤처 기업이었으며, 리눅스 OS 개발과 호스팅이 주 사업 대상이었다. 리눅스 운영체제로 알짜 리눅스와 마루를 개발하였었다.

## 알짜 리눅스
알짜 리눅스(Alzza Linux)는 리눅스원에서 개발한 리눅스 배포본이다. 1996년에는 슬렉웨어를 기반으로 발표되었으며, 1997년부터는 레드햇을 기반으로 개발되었다. 그러나, 개인 개발자에서 리눅스원으로 개발자가 변경된 이후, 2000년에 수익성 문제로 개발 및 지원이 중단되었다.

## 마루
마루(Maru)는 리눅스원에서 배포한 리눅스 배포판이다. 2006년에 최신 버전인 마루3(i386, x86_64)이 출시되었다.